# Marcos Barrera
Marcos Israel Barrera (Mendoza, 2 de marzo de 1984) es un futbolista argentino. Juega como defensa y su actual equipo es Academia Chacras de Coria Fútbol.

## Clubes
| Club                             | País      | Año       |
| -------------------------------- | --------- | --------- |
| Godoy Cruz                       | Argentina | 2003-2008 |
| 2 de mayo                        | Paraguay  | 2009      |
| Jorge Wilstermann                | Bolivia   | 2010      |
| Deportes Iquique                 | Chile     | 2011      |
| Universitario de Sucre           | Bolivia   | 2011-2012 |
| The Strongest                    | Bolivia   | 2012-2014 |
| Kalloni                          | Grecia    | 2014      |
| Deportivo Municipal              | Perú      | 2015      |
| Huracán Las Heras                | Argentina | 2016      |
| San José                         | Bolivia   | 2017-2019 |
| Always Ready                     | Bolivia   | 2020-2021 |
| Huracán Las Heras                | Argentina | 2021-2022 |
| CDT Real Oruro                   | Bolivia   | 2022      |
| Academia Chacras de Coria Fútbol | Argentina | 2023-Act. |

## Palmarés

### Títulos nacionales
| Título             | Club              | País      | Edición       |
| ------------------ | ----------------- | --------- | ------------- |
| Primera B Nacional | Godoy Cruz        | Argentina | 2006          |
| Primera División   | Jorge Wilstermann | Bolivia   | Apertura 2010 |
| Primera División   | The Strongest     | Bolivia   | Apertura 2012 |
| Primera División   | The Strongest     | Bolivia   | Apertura 2013 |
| Primera División   | San José          | Bolivia   | Clausura 2018 |
| Primera División   | Always Ready      | Bolivia   | Apertura 2020 |